# 케임브리지 법령
케임브리지 법령(The Statute of Cambridge 1388)은 1388년에 생긴 잉글랜드의 법률로, 노동자와 거지들의 이동을 제한한다는 내용을 담고있다. 이 법령은 잉글랜드의 초기 빈민구제법 중 하나로 여겨지며, 각 지역이 자신의 빈곤한 사람들을 돌보는 책임을 지도록 했다.

## 배경
14세기 후반, 잉글랜드는 흑사병 이후로 인한 인구 감소와 경제적 불안정으로 어려움을 겪고 있었다. 이러한 상황에서 노동자들의 이동을 제한하고, 거지와 유랑민들의 이동을 통제할 필요성이 제기되었다.

## 주요 내용
- 노동자가 자신이 거주하는 지역을 떠나려면 정당한 이유가 기재된 치안판사의 권한 아래 발급된 추천서를 받아야 한다. 그러나 추천서 없이 방황하는 노동자는 보석금을 내거나 보증인을 세워 보석되기 전까지 차꼬를 차고 있는다.
- 노동력이 없는 사람들(주로 신체적인 이유로)은 법이 적용된 시점에 거주하고 있던 마을에 머무르지만 만약 거주민이 그들을 지원하지 못하거나 하고싶어 하지 않으면 그들은 출생지의 마을로 보낸다.

## 영향
이 법령은 잉글랜드 전역에서 노동자와 거지의 이동을 제한함으로써 각 지역의 사회적, 경제적 안정성을 도모했다. 또한, 이후의 여러 빈곤구제법에 영향을 미쳤으며 현대 복지 시스템의 기초가 되었다.

## 같이 보기
- 구빈원
- 흑사병